# Патті Мюррей
Патрісія Лінн «Патті» Мюррей (англ. Patricia Lynn «Patty» Murray; нар. 11 жовтня 1950, Бозелл, Вашингтон) — американська політик-демократ, сенаторка США від штату Вашингтон з 1993. Тимчасовий президент Сенату США від 3 січня 2023 року. Вона стала першою жінкою-сенатором від Вашингтона і першою жінкою в історії Америки, яка обійняла посаду тимчасового президента Сенату.

## Біографія
Була однією з семи дітей у сім'ї Девіда Л. Джонса та Беверлі А. Маклафлін, бухгалтерки. Народилася в Ботеллі, штат Вашингтон. Її батько брав участь у Другій світовій війні і був нагороджений Пурпуровим серцем. Має валлійське, ірландське, шотландське та франко-канадське походження.
Вивчала мистецтво в Університеті штату Вашингтон, де отримала ступінь бакалавра у 1972 році. Мюррей кілька років працювала вихователькою дошкільного закладу, а з 1984 по 1987 рік викладала на уроках виховання дітей у Шорлайнському громадському коледжі.
У 1988 році Мюррей скинула з посади сенатора-республіканця Білла Кіскаддона, який обіймав посаду два терміни.
У 1992 році Мюррей оголосила про свою кандидатуру в Сенат США після того, як The Seattle Times опублікувала серію статей, у яких стверджувалося, що чинний сенатор-демократ Брок Адамс скоїв сексуальне насильство проти низки жінок. Адамс заперечував звинувачення, але його популярність значно впала, і він вирішив піти у відставку, а не ризикувати втратою місця від своєї партії. Мюррей перемогла члена Конгресу Дона Бонкера за номінацію від Демократичної партії. На загальних виборах вона перемогла представника Республіканської партії Рода Чендлера, 54% проти 46%. Здавалося, що Чендлер мав перевагу в одному з дебатів, поки з якоїсь невідомої причини він процитував пісню Роджера Міллера «Dang Me». Йому ще більше зашкодила непопулярність президента Джорджа Буша-старшого на північному заході Тихого океану.
У 1998 році Мюррей зіткнулася з конгресвумен Ліндою Сміт, переконаною консерваторкою і дивіденткою, однією з дев'яти республіканців Палати представників, які проголосували проти затвердження спікера Палати представників Ньюта Ґінгріча на початку 1997 року, виступала проти прав геїв і розглядала гомосексуальність як «морально непридатну схильність». Мюррей була переобрана, 58% проти 42%.
У 2004 році Мюррей зіткнулась з представником від Республіканської партії США Джорджем Нетеркаттом. Обмеження термінів повноважень стало проблемою під час кампанії, оскільки демократи схопилися за порушену обіцянку Нетеркатта про обмеження строків повноважень, яку він дав, коли скинув спікера Тома Фолі в 1994 році. Незеркатту також заважало невизнання його імені в більш густонаселеній західній частині штату, де проживає дві третини населення штату. Вашингтон не обирав сенатора на схід від Каскадів з часів Майлза Пойндекстера в 1916 році. Інші важливі питання включали національну безпеку та війну в Іраку. Нетеркатт підтримував вторгнення в Ірак у 2003 році, тоді як Мюррей виступала проти цього. Нетеркатт був сильним аутсайдером із самого початку, і його кампанія так і не набула великої популярності. Мюррей була переобрана, 55% проти 43%.
На праймеріз 17 серпня Мюррей з'явилася в бюлетені разом з чотирма іншими кандидатами від Демократичної партії, шістьма кандидатами від Республіканської партії, кандидатом від Партії реформ і трьома незалежними кандидатами. Вона отримала більшість, 46%, і пройшла на загальних виборах разом зі своїм головним суперником від республіканців, колишнім сенатором від штату та двічі кандидатом у губернатори Діно Россі, який отримав 33%. Напередодні виборів кілька відомих газет штату Вашингтон підтримали Мюррей. Россі поступився виборами Мюррею 4 листопада 2010 року, через два дні після дня виборів. Вона набрала 52,08% голосів проти 47,37% голосів Россі.
Мюррей балотувалася на п'ятий термін у 2016 році. Вона зіткнулася з трьома конкурентами від Демократичної партії на первинних виборах 2 серпня 2016 року. На загальних виборах вона протистояла Крісу Венсу і перемогла з 59% проти 41%.
17 травня 2021 року Мюррей оголосила, що балотуватиметься на переобрання на шостий термін у 2022 році. Її єдиною великою суперницею є республіканка Тіффані Смайлі, медсестра та захисниця у справах ветеранів.
Одружена, має двох дітей.

## Позиція щодо Північного потоку-2
У січні 2022 проголосувала проти проєкту санкцій для газогону «Північний потік-2» як засобу запобігання російському вторгненню в Україну.